# Бухарович, Моисей Нахманович
Моисе́й На́хманович Бухаро́вич (в быту Михаи́л Нау́мович; 17 июня 1919, Кишинёв, Бессарабия — 15 сентября 2001, Нью-Йорк) — советский и украинский врач-дерматовенеролог, доктор медицинских наук (1964), профессор (1965).

## Биография
После окончания кишинёвской гимназии в 1937 году продолжил обучение на медицинском факультете Ясского университета. После присоединения Бессарабии к СССР в 1940 году вернулся в Кишинёв и продолжил обучение в Одесском медицинском институте, а после эвакуации (1941) — в Алма-Атинском медицинском институте, который окончил с отличием в 1942 году. До окончания войны работал ординатором и позже начальником отделения эвакогоспиталя. По окончании войны работал врачом и судебно-медицинским экспертом Сынжерейского районного отдела здравоохранения в райцентре Старая Сынжерея Молдавской ССР (1944—1945), был членом «Комиссии Сынжерейского района Бельцкого уезда МССР по установлению и расследованию злодеяний, учинённых немецко-румынскими оккупантами и их сообщниками». В 1945—1947 годах работал ординатором и затем заведующим отделением и заместителем главного врача Черновицкого областного кожно-венерологического диспансера.
В 1947—1965 годах — ассистент и доцент кафедры кожных и венерических болезней Черновицкого медицинского института. Диссертацию кандидата медицинских наук по теме «Исследование спинномозговой жидкости у больных сифилисом и организация их комплексного обследования после окончания лечения» защитил в 1952 году, диссертацию доктора медицинских наук по теме «Материалы к проблеме серорезистентного сифилиса (клинико-лабораторные исследования, вопросы патогенеза, лечения и профилактики)» — в 1964 году. В 1965—1976 годах — профессор кафедры кожных и венерических болезней Донецкого медицинского института имени М. Горького, в 1976—1987 годах был заведующим этой кафедрой. С 1987 года — профессор кафедры кожных и венерических болезней факультета усовершенствования врачей Донецкого медицинского института имени М. Горького. С 1995 года — в США (Кью Гарденс, Куинс).
Основные научные труды посвящены вопросам диагностики, лечения и профилактики серорезистентного сифилиса и его поздних форм, лечению гонореи, вопросам патогенеза и бальнеотерапии псориаза, экземы и нейродермита, аллергическим поражениям кожи, занимался разработкой методических аспектов преподавания кожных и венерических болезней. Автор нескольких монографий, а также научно-популярных брошюр и ряда статей в Большой медицинской энциклопедии (3-е издание), соавтор руководства «Лечение болезней кожи растениями Донбасса». Один из авторов учебника «Кожные и венерические болезни» в 4-х томах под редакцией Ю. К. Скрипкина (М.: Медицина, 1995). Среди учеников — И. И. Мавров.
Был избран почётным членом Одесского и Запорожского научных обществ дерматовенерологов, членом дерматовенерологической секции Методического совета при Управлении учебными заведениями Министерства здравоохранения УССР, членом редколлегии республиканского межведомственного сборника «Дерматология и венерология»; член республиканской проблемной комиссии «Дерматология и венерология», председатель Донецкого областного научного общества дерматовенерологов.
Награждён медалями «За победу над Германией в Великой Отечественной войне 1941—1945 гг.», «Двадцать лет Победы в Великой Отечественной войне 1941—1945 гг.», «Тридцать лет Победы в Великой Отечественной войне 1941—1945 гг.» и Почётной грамотой Верховного Совета Молдавской CСР.

## Семья
- Родители — Нахман Меерович Бухарович (1892—1967) и Фейга Моисеевна Бухарович (1892—1962).
- Жена — Руфина Бухарович (1923—2006).
  - Дочь — Алла Моисеевна Бухарович (род. 1945, Старая Сынжерея)[12], дерматовенеролог, доктор медицинских наук (1983)[13], профессор кафедры инфекционных болезней Буковинского государственного медицинского университета (1989—1994), заведующая кафедрой кожных и венерических болезней Буковинского медицинского университета (1994—1995), автор монографий «Гнойничковые заболевания кожи» (М.:Знание, 1989, с соавторами) и «Хроническая стафилококковая инфекция кожи» (Киев: Здоров`я, 1990)[14].

## Монографии
- Бухарович М. Н. Серорезистентный сифилис (патогенез, лечение, профилактика). Киев: Здоров`я, 1971. — 117 с.
- Торсуев Н. А., Вейнеров И. Б., Бухарович М. Н., Гольдштейн Л. М. Аллергические зудящие дерматозы. Киев: Здоров`я, 1973. — 132 с.
- Торсуев H. A., Бухарович М. Н. Сифилис. Киев: Здоров`я, 1975. — 136 с.
- Мирахмедов У. М., Торсуев Н. А., Бухарович М. Н., Фришман М. П. Краткое руководство по сифилидологии. Ташкент: Медицина, 1977. — 148 с.
- Бухарович М. Н. Н. А. Торсуев (Советский учёный лепролог и дерматовенеролог). Редакторы: Гребенников В. А. и Харабаджахов К. К. Ростов-на-Дону: Книжное издательство, 1986. — 62 с.
- Мавров И. И., Бухарович М. Н., Глухенький Б. Т. Контактные инфекции, передающиеся половым путём. Киев: Здоров`я, 1989. — 384 с.

## Под редакцией М. Н. Бухаровича
- Дерматология и венерология: республиканский межведомственный сборник. Вып. 21 / редактор М. Н. Бухарович. Киев: Здоров'я, 1986. — 102 с.

## Библиографические материалы
- Донецкий медицинский институт им. А. М. Горького. Кафедра кожных и венерических болезней. Библиографический указатель научных работ, выполненных на Кафедре и под руководством Кафедры кожных и венерических болезней Донецкого государственного медицинского института им. М. Горького, 1962—1973. Составили заслуженный деятель науки, проф. Н. А. Торсуев, проф. М. Н. Бухарович. Донецк, 1974. — 68 с.
- Донецкий медицинский институт им. А. М. Горького. Кафедра кожных и венерических болезней. Библиографический указатель научных работ, выполненных на Кафедре и под руководством Кафедры кожных и венерических болезней Донецкого государственного медицинского института им. М. Горького, 1974—1977 гг. Сост. заслуженный деятель науки, проф. Н. А. Торсуев, проф. М. Н. Бухарович. Донецк, 1978. — 45 с.

## Методические рекомендации
- Методическое письмо для врачей-терапевтов Черновицкой области по вопросу лечения висцерального сифилиса. По материалам инструкции, утверждённой Министерством здравоохранения СССР 27.XII.1962 г. / Сост. М. Н. Бухарович. / Кафедра кожных и венерических болезней Черновицицкого медицинского института. Черновицкая областная клиническая больница. Черновцы, 1965. — 7 с.
- Лечение постгонорейных уретритов у мужчин: Методические рекомендации для врачей Донецкой области / Сост. М. Н. Бухарович. / Донецкий областной отдел здравоохранения. Донецкое областное научно-медицинское общество дерматологов и венерологов. Кафедра кожных и венерических болезней Донецкого государственного медицинского института имени М. Горького. Донецк, 1973. — 6 с.
- Бухарович М. Н. Клинико-морфологические аспекты патологии сердца при псориатической болезни / Бухарович М. Н., Шлопов В. Г., Шевченко Т. И. — 1987. — 24 с.